# Lista siturilor arheologice din județul Argeș - L
Lista siturilor arheologice din județul Argeș - L conține toate siturile arheologice din județul Argeș înscrise în Repertoriul Arheologic Național (RAN) și aflate în localități al căror nume începe cu litera L. RAN este administrat de Ministerul Culturii și Patrimoniului Național și cuprinde date științifice, cartografice, topografice, imagini și planuri, precum și orice alte informații privitoare la zonele cu potențial arheologic, studiate sau nu, încă existente sau dispărute.
Puteți căuta un sit din localitățile care încep cu litera L folosind formularul de mai jos sau puteți naviga prin toate siturile din județ la Lista siturilor arheologice din județul Argeș.
| Cod RAN                                   | Denumire                                                                                          | Localitate                           | Adresă | Datare     | Descoperit | Coordonate | Imagine           | Erori            |
| ----------------------------------------- | ------------------------------------------------------------------------------------------------- | ------------------------------------ | ------ | ---------- | ---------- | ---------- | ----------------- | ---------------- |
| 15420.02 (Cod LMI: AG-IV-m-A-13965)       | Cruce de piatră "a lui Socol" de la Lăicăi (Categorie: structură de cult/religioasă) (Tip: cruce) | sat Lăicăi, comuna Cetățeni          |        | 1647       |            |            | Încărcați imagine | Raportați eroare |
| 15420.03 (Cod LMI: AG-IV-m-A-13966)       | Cruce de piatră la Lăicăi (Categorie: structură de cult/religioasă) (Tip: cruce)                  | sat Lăicăi, comuna Cetățeni          |        | sec. XVIII |            |            | Încărcați imagine | Raportați eroare |
| 15420.04 (Cod LMI: AG-IV-m-A-13967)       | Cruce de piatră la Lăicăi (Categorie: structură de cult/religioasă) (Tip: cruce)                  | sat Lăicăi, comuna Cetățeni          |        | sec. XVIII |            |            | Încărcați imagine | Raportați eroare |
| 18714 18714.01 (Cod LMI: AG-IV-m-A-13968) | Cruce de piatră la Lăzărești (Categorie: structură de cult/religioasă) (Tip: cruce)               | sat Lăzărești, comuna Schitu Golești |        | 1632-1654  |            |            | Încărcați imagine | Raportați eroare |
| 16766.02 (Cod LMI: AG-IV-m-A-13969)       | Cruce de piatră la Leordeni (Categorie: structură de cult/religioasă) (Tip: cruce)                | sat Leordeni, comuna Leordeni        |        | 1722       |            |            | Încărcați imagine | Raportați eroare |